# Platythyrea
Genre
Platythyrea est un genre de fourmis de la tribu des Platythyreini (sous-famille des Ponerinae).

## Classification
Le genre Platythyrea est créé en 1863 par l'entomologiste allemand Julius Roger (d) (1819-1865),.

### Fossiles
Selon Paleobiology Database en 2023, le nombre de collections de fossiles référencées est de dix :
- Quaternaire, deux collections de Colombie, et une d'Indonésie ;
- Miocène, une collection de Chine, et une de la République dominicaine ;
- Oligocène, une collection d'Allemagne ;
- Éocène, une collection de France, et deux de Russie[2].

### Sous-famille et tribu
Le genre Platythyrea est classé dans la famille des Formicidae en 1992 par Frank Morton Carpenter (d),.
Puis le genre est reclassé dans la sous-famille des Ponerinae en 2011 par Cédric Aria (d), Vincent Perrichot (d) et André Nel,.
Enfin ce genre est désormais classé dans la tribu des Platythyreini en 2003 par le myrmécologue anglais Barry Bolton, suivi en 2012 par le même Barry Bolton, et en 2014 par Chris A. Schmidt (d) et Steven O. Shattuck (d),.

## Espèces fossiles
Selon Paleobiology Database en 2023, le nombre d'espèces fossiles est de six :
- †Platythyrea dentata Lattke, 2003
- †Platythyrea dlusskyi Aria et al., 2011
- †Platythyrea primaeva Wheeler, 1915
- †Platythyrea procera Lattke, 2003
- †Platythyrea pumilio de Andrade, 2004
- †Platythyrea scalpra Lattke, 2003

## Répartition
Le genre a une répartition mondiale et se trouve dans les régions tropicales et subtropicales du monde.

## Liste des espèces
Selon GBIF (15 novembre 2023) :
- Platythyrea angusta Forel, 1901
- Platythyrea arnoldi Forel, 1913
- Platythyrea arthuri Forel, 1910
- Platythyrea bicuspis Emery, 1899
- Platythyrea bidentata Brown, 1975
- Platythyrea brunnipes (Clark, 1938)
- Platythyrea clypeata Forel, 1911
- Platythyrea conradti Emery, 1899
- Platythyrea cooperi Arnold, 1915
- Platythyrea cribrinodis (Gerstaecker, 1859)
- Platythyrea crucheti Santschi, 1911
- Platythyrea cyriluli
- † Platythyrea dentata Lattke, 2003
- Platythyrea dentinodis (Clark, 1930)
- † Platythyrea dlusskyi Aria et al., 2011
- Platythyrea exigua Kempf, 1964
- Platythyrea frontalis Emery, 1899
- Platythyrea gracillima Wheeler, 1922
- Platythyrea homasawini Jaitrong, Xu & Khachonpisitsak, 2022
- Platythyrea inermis Forel, 1910
- Platythyrea janyai Phengsi, Jaitrong, Ruangsittichai & Khachonpisitsak, 2018
- Platythyrea lamellosa (Roger, 1860)
- Platythyrea matopoensis Arnold, 1915
- Platythyrea micans (Clark, 1930)
- Platythyrea mocquerysi Emery, 1899
- Platythyrea modesta Emery, 1899
- Platythyrea monodi
- Platythyrea nicobarensis Forel, 1905
- Platythyrea occidentalis Andre, 1890
- Platythyrea parallela (Smith, 1859)
- Platythyrea pilosula (Smith, 1858)
- † Platythyrea primaeva Wheeler, 1915
- Platythyrea prizo Kugler, 1977
- † Platythyrea procera Lattke, 2003
- † Platythyrea pumilio de Andrade, 2004
- Platythyrea punctata (Smith, 1858)
- Platythyrea quadridenta Donisthorpe, 1941
- Platythyrea ruficornis (Spinola, 1851)
- Platythyrea sagei Forel, 1900
- † Platythyrea scalprum Lattke, 2003
- Platythyrea schultzei Forel, 1910
- Platythyrea sinuata (Roger, 1860)
- Platythyrea strenua Wheeler & Mann, 1914
- Platythyrea tenuis Emery, 1899
- Platythyrea tricuspidata Emery, 1900
- Platythyrea turneri Forel, 1895
- Platythyrea viehmeyeri Santschi, 1914
- Platythyrea zodion Brown, 1975

## Parthénogenèse

Les effets de la fusion centrale et de la fusion terminale sur l'hétérozygotie.

La parthénogenèse est une forme naturelle de reproduction dans laquelle la croissance et le développement des embryons se produisent sans fécondation. La parthénogenèse thélytoque est une forme particulière de parthénogenèse dans laquelle le développement d'un individu femelle se produit à partir d'un œuf non fécondé. L'automixie est une forme de thélytoky, mais il existe différents types d'automixie. Le type d'automixie pertinent ici est celui dans lequel deux produits haploïdes issus de la même méiose se combinent pour former un zygote diploïde (voir schéma).
Les colonies de Platythyrea punctata de Floride et des îles des Caraïbes produisent une progéniture presque exclusivement par thelytoky automictique. L'automixie semble impliquer la fusion centrale de deux des produits haploïdes de la méiose (voir schéma). Cette forme d'automixie tend à maintenir l'hétérozygotie dans la transmission du génome de la mère à la progéniture et à minimiser la dépression consanguine. De plus, la recombinaison croisée se produit à un rythme considérablement réduit au cours de la méiose, ce qui restreint probablement la transition de l'hétérozygotie à l'homozygotie.

## Biologie
« Le g. Platythyrea est un genre tropical de l'ancien et du nouveau monde. ».

## Galerie

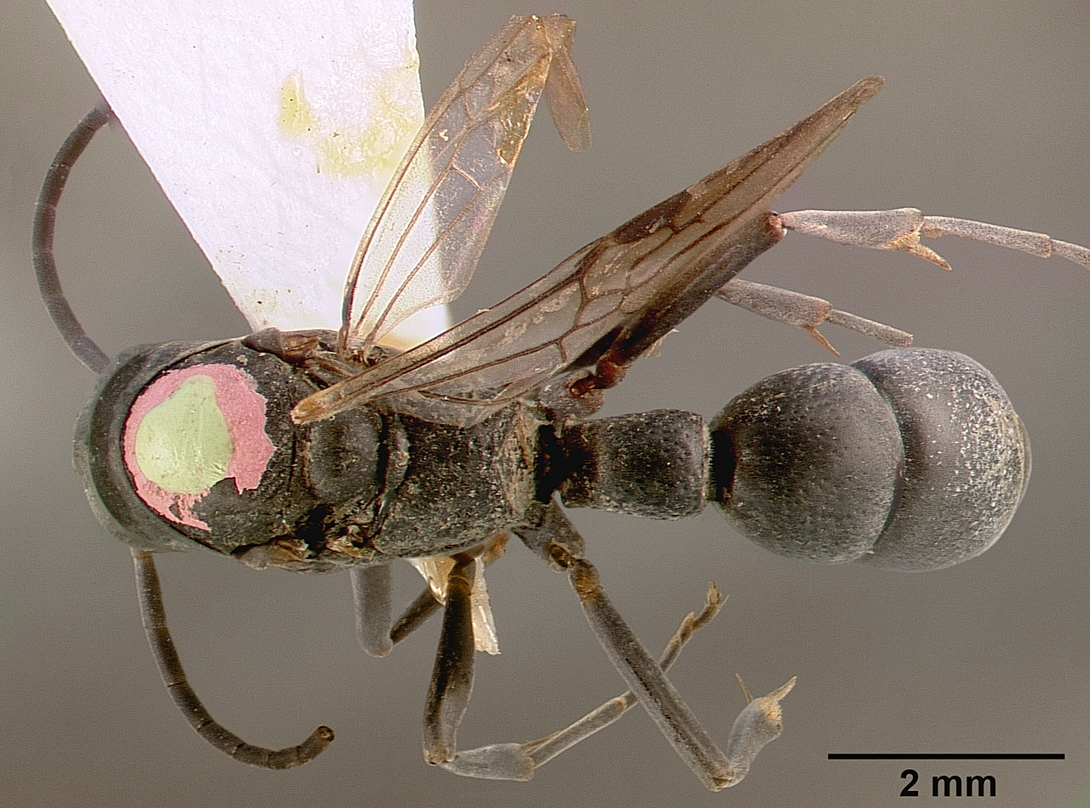
Platythyrea arnoldi sam-hym-c000559a dorsal.
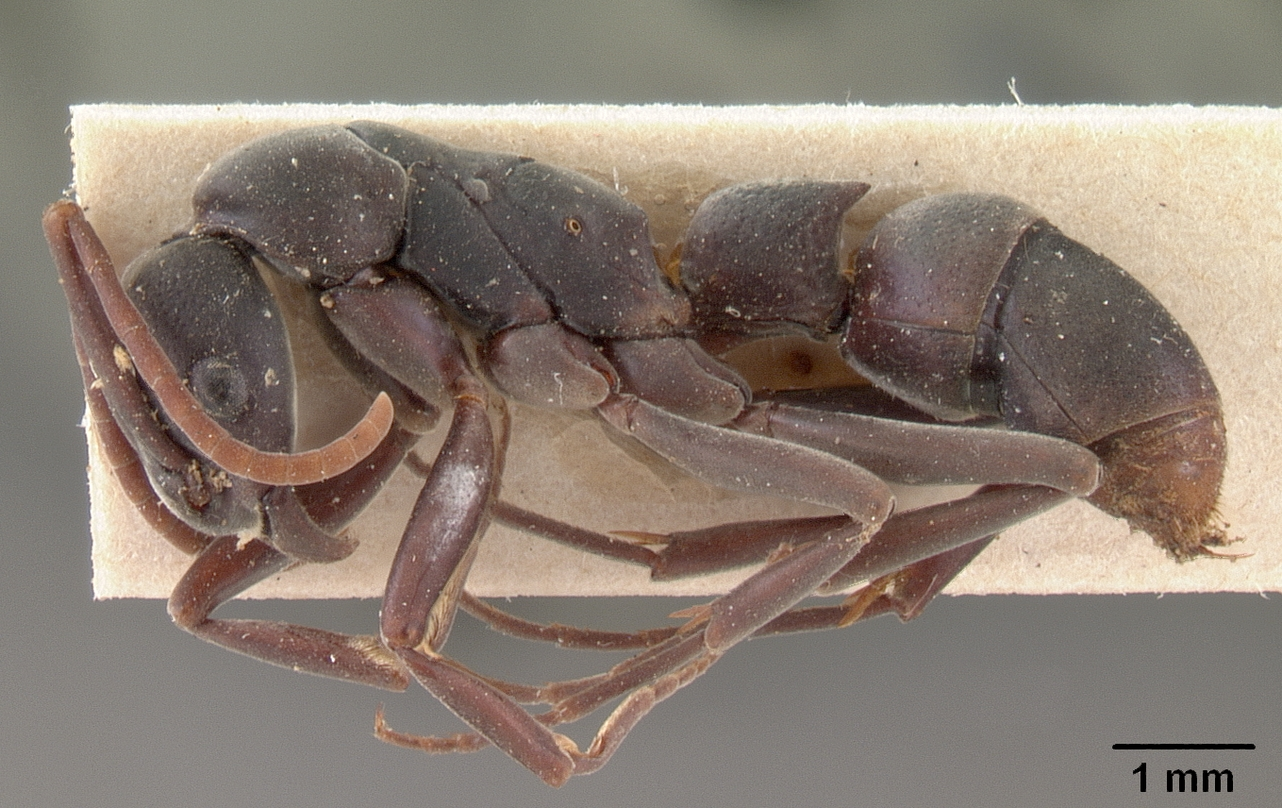
Platythyrea bicuspis casent0102004 profil.
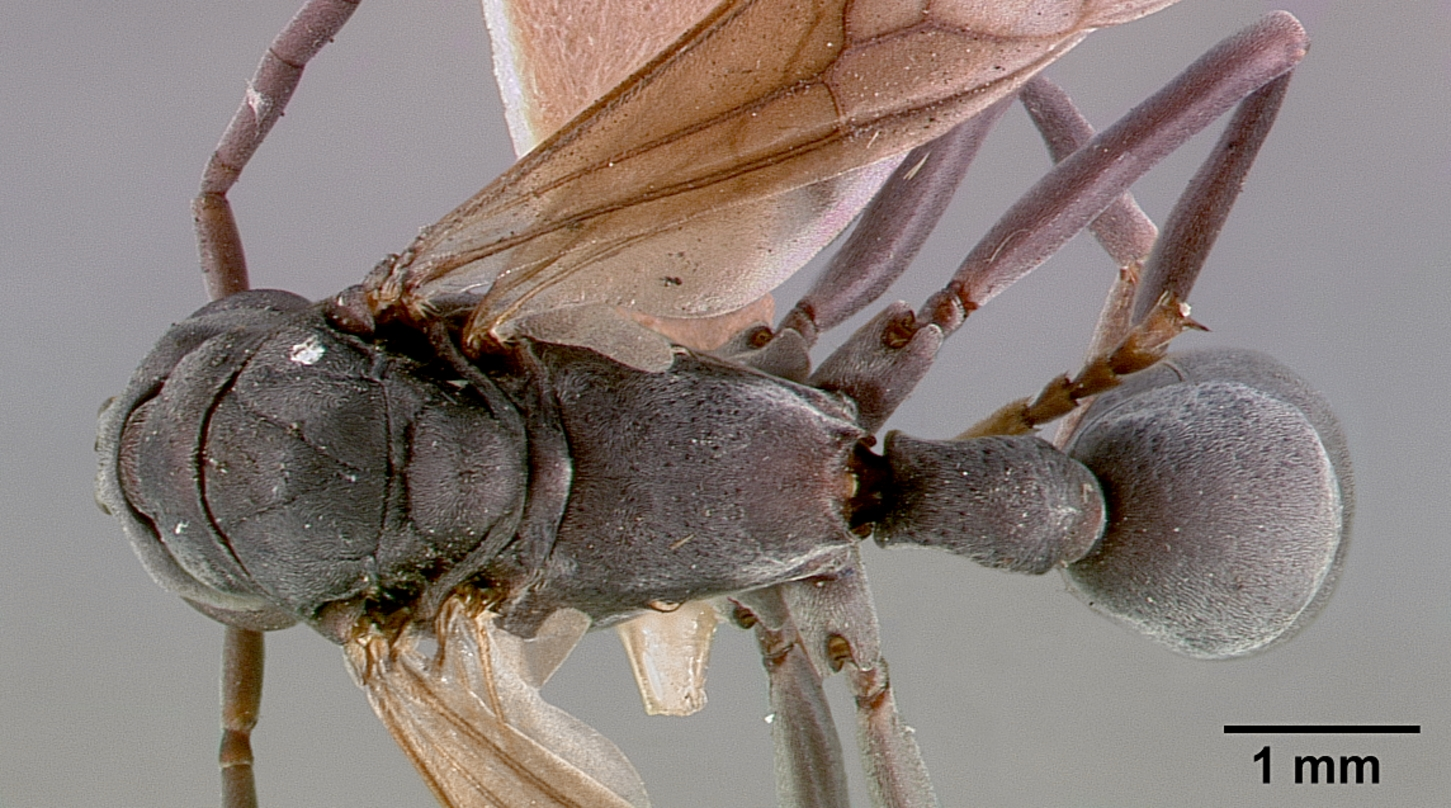
Platythyrea conradti sam-hym-c002300a dorsal.
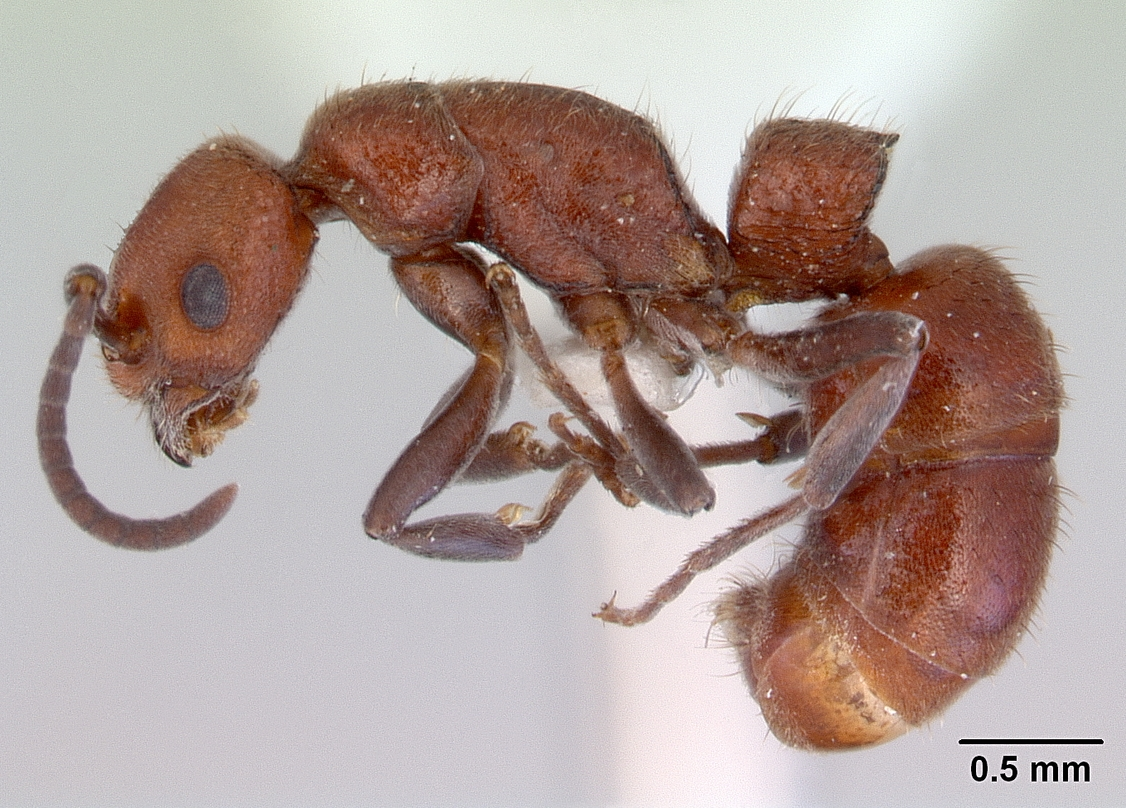
Platythyrea dentinodis casent0172409 profil.
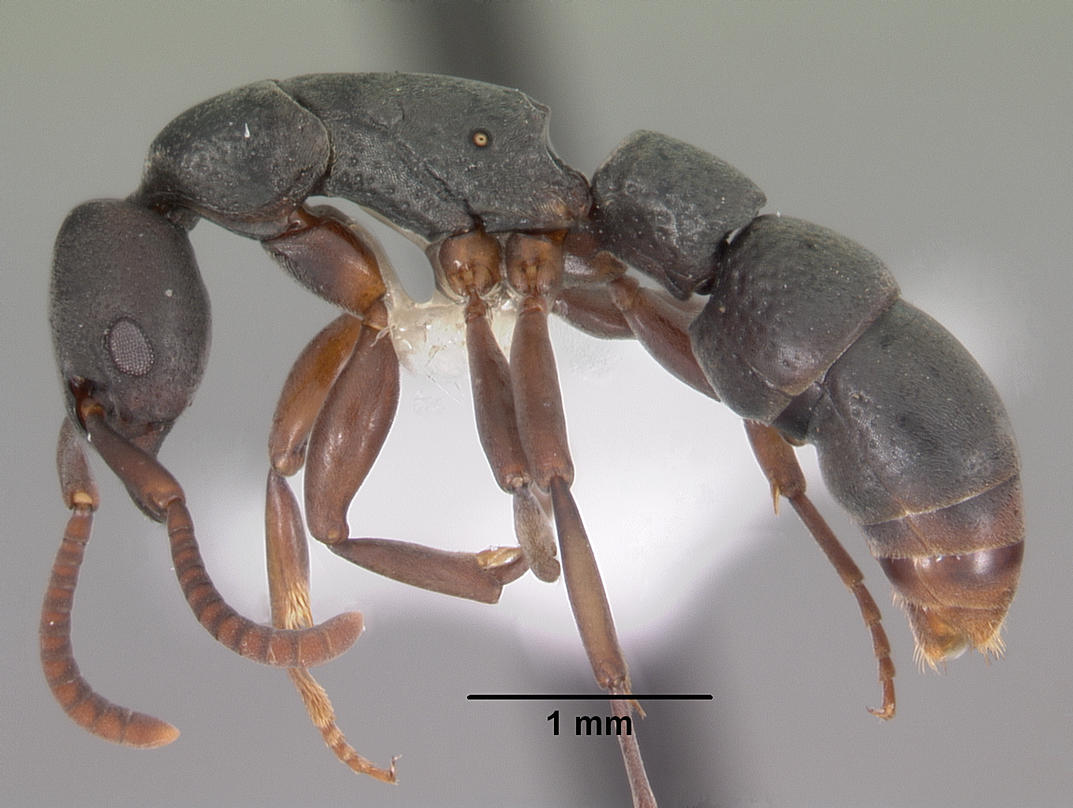
Platythyrea parallela casent0102279 profil.
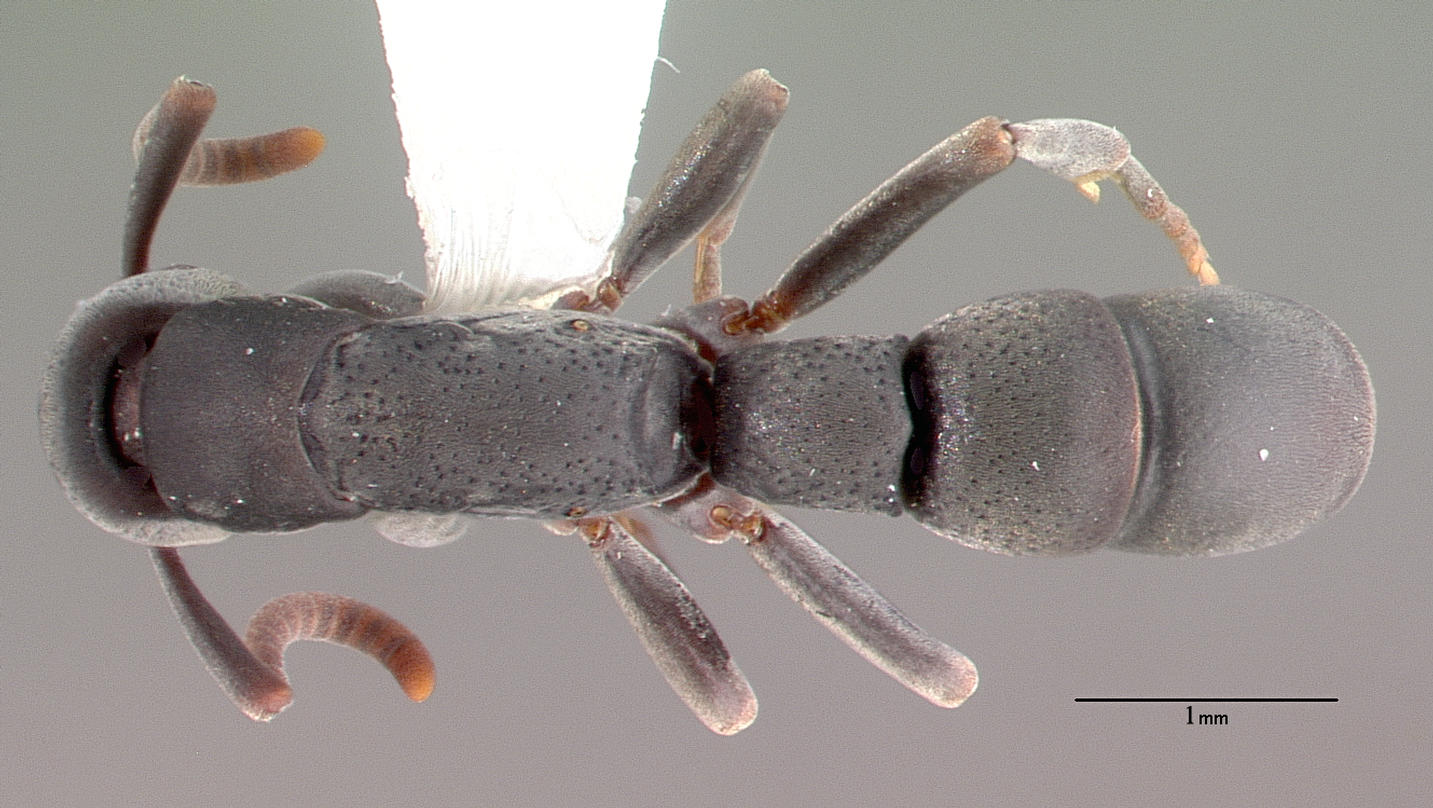
Platythyrea punctata psw7638-2 dorsal.
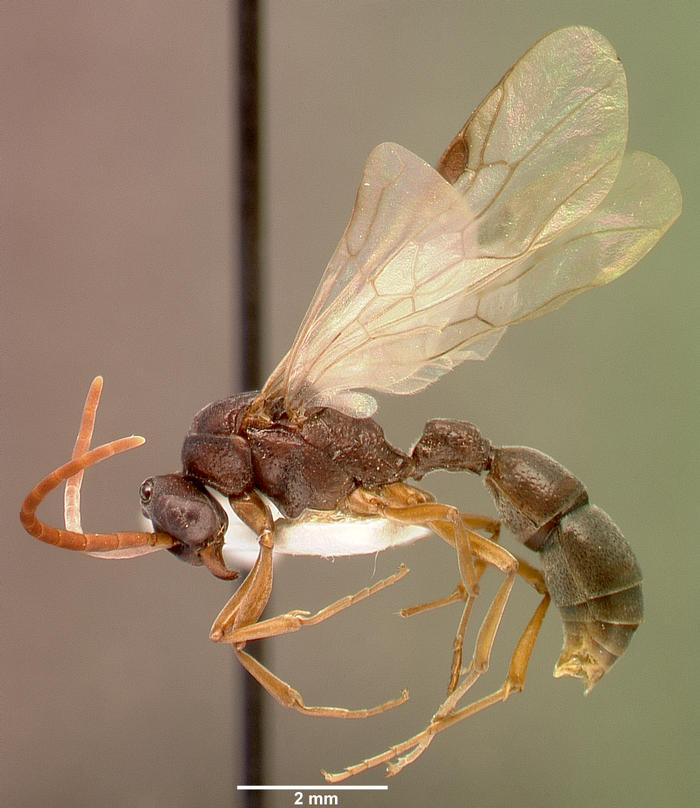
Platythyrea schultzei sam-hym-c008351a profil.

### Publication originale
- [1863] (de) Julius Roger, « Die neu aufgeführten Gattungen und Arten meines Formiciden-Verzeichnisses », Berliner Entomologische Zeitschrift, vol. 7,‎ 1863, p. 131-214 (lire en ligne).